# Parafia Ewangelicko-Augsburska w Białymstoku
Parafia Ewangelicko-Augsburska w Białymstoku – parafia luterańska w Białymstoku, należąca do diecezji mazurskiej. Mieści się przy ulicy Dolistowskiej. Swoim zasięgiem obejmuje Białystok oraz powiaty: bielski, białostocki, hajnowski, moniecki, siemiatycki, sokólski, wysokomazowiecki i zambrowski.

## Historia

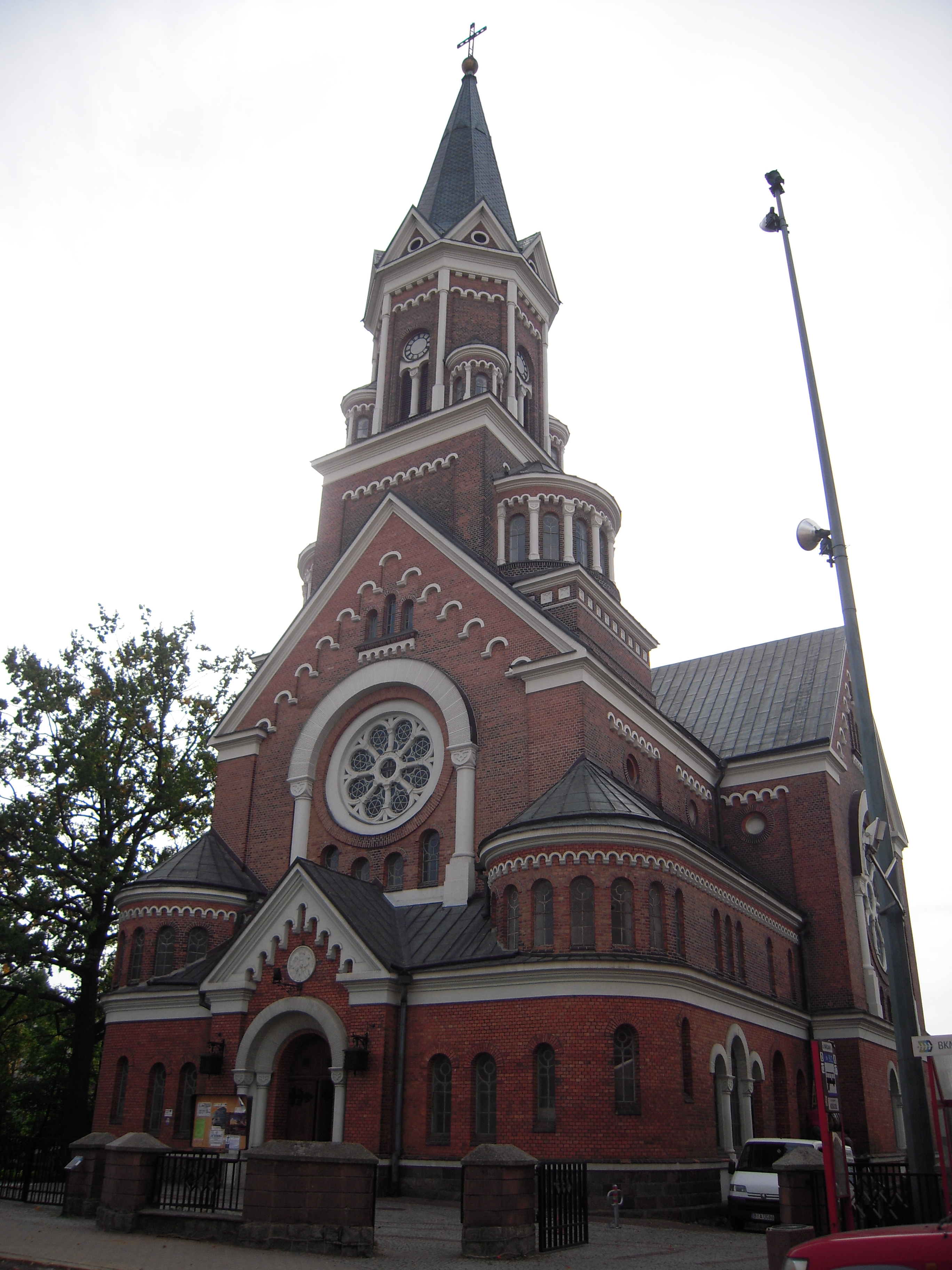
Dawny kościół ewangelicki św. Jana Chrzciela w Białymstoku

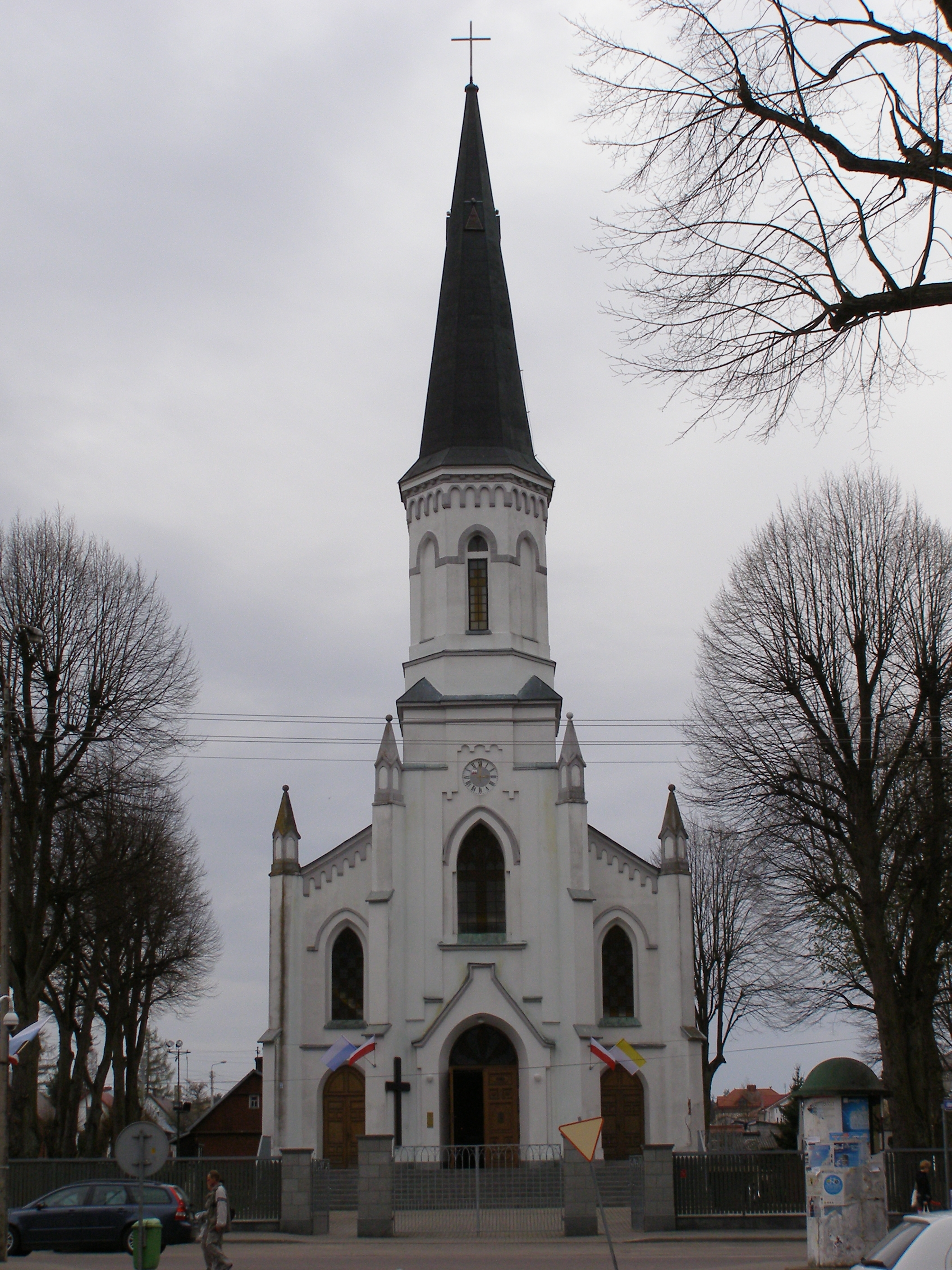
Dawny kościół filialny w Supraślu

### Początki ewangelicyzmu w Białymstoku
Przybycie ludności wyznania ewangelickiego do Białegostoku związane jest ze sprowadzeniem niemieckich rzemieślników i architektów do pracy na terenie miasta w XVIII wieku. Założone zostały wtedy niemieckie dzielnice Kleindorf i Neudorf. Innymi skupiskami ewangelików były pobliskie miejscowości Sokółka, Kuźnica oraz Buksztel.
26 stycznia 1796 miasto przeszło pod administrację Królestwa Prus i stało się siedzibą prowincji Prusy Nowowschodnie. Do miasta wraz z okolicami przybyło wtedy wielu urzędników oraz żołnierzy pruskich, a także kolejna grupa rzemieślników wyznania ewangelickiego.
W końcu XVIII wieku Białystok liczył około 20 000 mieszkańców, z czego ponad tysiąc ewangelików. Na terenie tym działała reformowana parafia w Zabłudowie. Starania o powstanie parafii białostockiej czyniono od 1796. W 1796 przybył do miasta pierwszy duchowny, którym został ks. August Henryk Brettschneider. Do formalnego utworzenia parafii doszło 17 lutego 1803, kiedy to siedzibę parafii zabłudowskiej przeniesiono do Białegostoku, a jej wyznanie zmieniono z kalwińskiego na luterańskie. W 1803 pracę w zborze zakończył ks. Brettschneider.
Po przejściu w 1807 terenu miasta pod panowanie Imperium Rosyjskiego, większość członków parafii zaczęli stanowić robotnicy, a przybywanie kolejnych protestanckich osadników było kontynuowane. Zbór wszedł w skład Konsystorza Kurlandzkiego Kościoła Ewangelicko-Luterańskiego w Rosji. Kolejnym proboszczem został w 1810 ks. Christian Friedrich Heise, zmarł jednak 20 grudnia, a parafia przez kolejne dziesięć lat pozbawiona była stałego duchownego i w latach 1811–1821 była administrowana przez proboszcza z Grodna, ks. Johanna Georga Hilsenitza. Dzięki środkom finansowym przekazanym przez cara na wynagrodzenie dla księdza, w latach 1821–1822 funkcję białostockiego proboszcza pełnił ks. Johann August Drepper. Na mocy darowizny cara, parafia pozyskała w 1825 teren i środki finansowe na budowę szkoły oraz plebanii.
Kolejnym proboszczem był w latach 1826–1838 ks. Friedrich Christoph Haupt. Podczas pełnienia przez niego urzędu, w 1829 doszło do budowy pierwszego własnego budynku kościelnego dla białostockiego zboru. Na kościół został przebudowany budynek dawnego browaru należącego do Branickich, położony przy ówczesnej ul. Aleksandrowskiej. Świątynia była budynkiem z kamienia, posiadała wieżę. W okresie 1838–1866 proboszczem parafii był ks. Teodor Tuiscon Küntzel.

### Rozwój parafii
Na mocy decyzji carskiej z 11 marca 1832 ogłoszono korzystne warunki osadnictwa i pracy dla właścicieli fabryk oraz pracowników branży włókienniczej, wskutek czego do Białegostoku i okolic przeniesione zostały fabryki z rejonu Łodzi. Większość ich kadry zarządzającej i zatrudnionych było ewangelikami. W związku z tym zainaugurowano działalność filiałów białostockiej parafii luterańskiej w Bielsku Podlaskim, Ciechanowcu (lewobrzeżny), Choroszczy, Dobrzyniewie, Knyszynie, Łapach, Michałowie, Siemiatyczach i Supraślu.
W 1857 parafia liczyła 3315 wiernych, z czego w samym Białymstoku około 700, co stanowiło 5% ludności miasta. W 1867 stanowisko proboszcza objął ks. Johannes Ernst N. Brink, pracujący jako wikariusz od 1865. W 1876 urząd objął ks. Karl Johann A. Keuchel. Rozpoczął on zbiórkę środków na budowę nowego kościoła, w związku z tym, że dotychczasowy budynek był zbyt mały na potrzeby zboru.
Kolejny wzrost uprzemysłowienia miasta spowodowało przeprowadzenie przez nie linii kolejowej, skutkowało to powiększeniem się liczby jego mieszkańców. Według danych na 1 stycznia 1878 mieszkało tu 5560 ewangelików na 34 506 ogółu ludności. W latach 1888–1890 parafia liczyła wraz z filiałami około 12 000 wiernych, a jej członkowie w 1895 stanowili 6% mieszkańców Białegostoku. W 1894 pracę na stanowisku proboszcza zakończył ks. Keuchel.
W 1903 liczba członków parafii wynosiła około 8500, z czego 5000 w samym mieście. Zmniejszenie się liczby wiernych w filiałach było skutkiem utraty na znaczeniu przez miejscowości pominięte przez kolej. Do pracy w zborach filialnych został w 1903 przydzielony duchowny-adiunkt ks. Wilhelm Wilde. Od sierpnia 1903 proboszczem w parafii został ks. Theodor Zirkwitz, duchowny o nastawieniu propolskim.
Od końca XIX wieku następowała polonizacja części członków uprzednio wyłącznie niemieckiego zboru, a także przybycie ewangelików narodowości polskiej oraz rusińskiej. Od 1904 dzięki ks. Zirkwitzowi w Białymstoku rozpoczęto sprawowanie nabożeństw w językach niemieckim i polskim. Polskojęzyczne nabożeństwa wprowadzono również w 1920 w Supraślu, a w 1923 w Siemiatyczach i Bielsku Podlaskim. Rozpoczęto również naukę religii po polsku i niemiecku w miejsce obowiązkowego rosyjskiego, jednak zgoda na to została udzielona pod warunkiem zaprzestania pomocy miasta w finansowaniu ewangelickich szkół. Prowadzona była również misja wśród ludności żydowskiej.
W okresie 1907–1919 dla filiałów powołano dla osobną parafię Białystok-Land, której proboszczem został ks. Wilde.
31 października 1909 rozpoczęto budowę nowego kościoła Jana Chrzciciela, poświęconego 28 lipca 1912 przez generalnego superintendenta ks. Alexandra Hansa Bernewitza, któremu towarzyszyło piętnastu innych duchownych. 29 lipca miało miejsce kolejne nabożeństwo, na którym kazania wygłosili ks. Zygmunt August Loppe z Łucka (w języku polskim), ks. Ernst Daniel Behnse z Wyszogrodu (po estońsku) oraz trzeci ksiądz z diecezji wileńskiej (w języku łotewskim).

### I wojna światowa i okres międzywojenny
13 sierpnia 1915 Białystok został zajęty przez wojsko niemieckie, które okupowało miasto aż do zakończenia I wojny światowej. Ewangeliccy mieszkańcy miasta byli kojarzeni z Niemcami – okupantami, w związku z czym większość członków parafii została wysiedlona w głąb Rosji. Z 4500 ewangelików białostockich pozostało około 900 wiernych. W Choroszczy wysiedlono wszystkich członków tamtejszego filiału. Ksiądz Zirkwitz został uchroniony przed wywiezieniem dzięki wstawiennictwu rzymskokatolickiego dziekana ks. Antoniego Songajło, który doprowadził do wydania na jego rzecz aktu łaski przez gubernatora grodzieńskiego.
W sierpniu 1919 parafia przeszła z konsystorza kurlandzkiego pod administrację diecezji północno-wschodniej Kościoła Ewangelicko-Augsburskiego w Rzeczypospolitej Polskiej.
Po powrocie wiernych z deportacji, w 1921 liczba członków zboru w Białymstoku wynosiła około 3800, ponadto filiał Supraśl liczył 234 wiernych. W 1928 wyremontowano kościół. W okresie tym prowadzono trzy nabożeństwa niedzielne – o godzinie 10:00 w języku niemieckim, o godzinie 12:00 w języku polskim, a po południu dwujęzyczne nabożeństwo dla dzieci.
Kaplica ewangelicka w Choroszczy, będąca w posiadaniu parafii od 27 listopada 1910 na mocy darowizny, jednak wchodząca w skład kompleksu fabrycznego sprzedanego 18 listopada 1929 Związkowi Międzykomunalnemu, 15 października 1933 podczas trwającego ewangelickiego nabożeństwa została zajęta przez katolików, którzy wtargnęli do kaplicy, usunęli ewangelicką Biblię, poświęcili budynek w obrządku łacińskim i oraz przejęli wyposażenie świątyni. Kaplica została zwrócona 3 listopada tego samego roku, na skutek decyzji katolickiego arcybiskupa.
25 listopada 1936 parafia weszła w skład diecezji wileńskiej.
W związku z upadkami fabryk włókienniczych, ludność ewangelicka zamieszkująca filiały rozpoczęła wyjazdy do Niemiec. W 1935 filiał w Ciechanowcu liczył jedynie 40 członków, a w Siemiatyczach – 20. Do 1939 wyemigrowali prawie wszyscy pozostali wierni.
20 lutego 1938 pracę w parafii rozpoczął wikariusz ks. Zygmunt Kliner, wspomagający w pracy ks. Zirkwitza. Służbę w białostockiem parafii prowadził do 1939.
W 1938 proboszcz Zirkwitz przeszedł na emeryturę, a na stanowisku zastąpił go ks. Benno Adolf Kraeter, nastawiony proniemiecko. Był on zwolennikiem powołania oddzielnego kościoła ewangelickiego na terenie Polski, skupiającego niemieckich wiernych. Jego postawa nasilała konflikty na tle narodowościowym wewnątrz parafii.

### II wojna światowa
15 września 1939 do miasta wkroczyły wojska niemieckie, natomiast 22 września 1939 – radzieckie. Większość niemieckich mieszkańców miasta w liczbie ok. 2000 osób wyjechała na przełomie 1939 i 1940 roku. 3 stycznia 1940 miało miejsce ostatnie spotkanie Rady Parafialnej, a parafia zakończyła działalność. Pozostało ok. 1000 ewangelików, którzy wszyscy przez władze radzieckie ze względu na swoje wyznanie traktowani byli jako Niemcy. W celu uniknięcia deportacji na Syberię lub do Kazachstanu, część z nich zdecydowała o zmianie wyznania na katolicyzm.
Kościół ewangelicki w Supraślu został zdewastowany przez radzieckich żołnierzy w 1939, a następnie zamieniony na kino Krasnyj Ugolok. Niemieccy wierni z Michałowa zostali przewiezieni w okolice Łodzi 1 stycznia 1940.
W trakcie drugiej okupacji niemieckiej w latach 1941–1944 odbywały się jedynie nabożeństwa dla żołnierzy wyjeżdżających na front.

### Okres Polskiej Rzeczypospolitej Ludowej
Po wysiedleniu i wyjazdach ludności narodowości niemieckiej kościół Jana Chrzciciela opuszczono. Na skutek tego świątynia została zdewastowana, a elementy jej wyposażenia ukradziono lub rozrzucono po terenie przykościelnym. Starania o przejęcie obiektu zaczął czynić rzymskokatolicki ks. Antoni Zalewski, pragnący przekształcić go w kościół szkolny. 19 sierpnia 1944 decyzją PKWN oraz władz wojewódzkich kościół ewangelicki wraz z przyległym terenem został zajęty przez katolików i zamieniony w świątynię garnizonową, której administratorem został ks. Zalewski. 29 października 1944 budowla została poświęcona w obrządku katolickim jako rektoralny kościół św. Wojciecha, Biskupa i Męczennika, Patrona Polski. Podlegał on parafii Wniebowzięcia Najświętszej Maryi Panny w Białymstoku.
W latach 1947–1948 Konsystorz Kościoła Ewangelicko-Augsburskiego w RP czynił kroki w celu podtrzymania prawa własności do kościoła w Białymstoku. Miejscowej Kurii Arcybiskupiej proponowano podpisanie umowy dzierżawy świątyni za niską opłatą lub jej wykup. Strona katolicka zasłaniała się jednak kosztami poniesionymi na jej remonty, a ludność miasta była niechętna zwróceniu kościoła Niemcom.
Pierwsze ewangelickie nabożeństwo po zakończeniu II wojny światowej odbyło się dopiero 4 października 1953, poprowadził je ks. Paweł Kubiczek z parafii w Świętajnie. Opiekę nad białostockimi wiernymi objął ks. Edmund Friszke, nabożeństwa sprawowano w kaplicy zboru Kościoła Chrześcijan Baptystów.
W okresie 1954–1955 parafia była administrowana przez proboszcza parafii św. Trójcy w Warszawie ks. Zygmunta Michelisa. Następnie od czerwca 1955 kolejnym administratorem został ks. Edward Busse z parafii w Mrągowie. Nabożeństwa w Białymstoku odbywały się wówczas raz w miesiącu.
Do kolejnej próby ustalenia użytkowania kościoła na zasadach prawnie unormowanych Konsystorz przystąpił w lipcu 1955. Katolikom zaoferowano podpisanie umowy, która utrzymywałaby tytuł własności dla ewangelików, a katolicy mogliby użytkować kościół. Wobec kolejnej nieskutecznej propozycji, w grudniu 1955 do Sądu Wojewódzkiego wniesiona została sprawa o zwrot nieruchomości kościelnych. Jednak 11 grudnia 1955 rzymskokatolicki ksiądz Zalewski wystosował pismo do Józefa Cyrankiewicza, w którym żądał pozostawienie kościoła w rękach katolików.
Na mocy uchwały z dnia 10 stycznia 1956 administrację nad zborem przejął duszpasterz parafii w Wydminach, dk. Jan Władysław Stokowski. Zacieśnił on współpracę ze białostockim zborem Kościoła Chrześcijan Baptystów. Obchodzono również wspólnie Dziękczynne Święto Żniw. 
Kolejna rozprawa o zwrot kościoła miała miejsce 8 stycznia 1958, wtedy to zawieszono postępowanie sądowe. Konsystorz zaproponował więc Kurii Białostockiej polubowne rozwiązanie sprawy i pięćdziesięcioletnią dzierżawę, której koszty miały wynieść 1 złoty rocznie. Do zawarcia umowy nie doszło.
W 1961 miało miejsce przekształcenie sieci parafialnej, w efekcie czego samodzielna parafia w Białymstoku została przekształcona w zbór parafii w Wydminach. W związku z wyjazdem do RFN diak. Stokowskiego, ostatnie nabożeństwo poprowadził on 27 stycznia 1963. Od tego czasu wierni z miasta przeszli pod administrację duszpasterzy parafii w Ełku. W 1967 zbór białostocki został zdegradowany do stacji kaznodziejskiej.
W lutym 1971 parafia ełcka przeszła pod zarząd proboszcza parafii w Mikołajkach, co doprowadziło do ograniczenia możliwości pracy duszpasterskiej w Białymstoku. 
Umowa w sprawie nieruchomości kościelnych została ostatecznie zawarta między stroną ewangelicką w katolicką w 1972. 30 czerwca 1973 posesja razem z budynkami należącymi uprzednio do parafii ewangelickiej została nabyta przez rzymskokatolicką kurię archidiecezjalną.
30 czerwca 1975 administratorem parafii w Ełku został ks. Janusz Jagucki. Nabożeństwa w stacji kaznodziejskiej w Białymstoku miały planowo odbywać się raz w miesiącu, jednak duszpasterz odwiedził miasto tylko raz, a w nabożeństwie nie wziął udziału żaden z wiernych, na skutek braku skutecznej informacji o terminie jego prowadzenia. W 1976 wystąpił on z wnioskiem do Konsystorza o zamknięcie białostockiej stacji kaznodziejskiej z uwagi na niewielką liczbę członków (10 osób w podeszłym wieku). Placówka została jednak przeniesiona pod zwierzchnictwo parafii w Piszu.
Proboszcz ks. Henryk Sikora poprowadził nabożeństwo w Białymstoku przynajmniej raz, było to ostatnie nabożeństwo ewangelickie w XX wieku na terenie miasta. Od jego wyjazdu do Niemiec w 1977 opiekę nad Białymstokiem przejął ks. sen. Paweł Kubiczek, a po nim na przełomie lat 1977–1978 ks. Krzysztof Jan Rej, jednak nabożeństwa nie odbywały się, ponieważ ks. Rej nie znalazł w mieście żadnych osób wyznania ewangelickiego. Około trzykrotnie prowadził w Białymstoku pogrzeby ewangelików, które zgłaszała jednak rodzina będąca innego wyznania. 23 stycznia 1978 rada diecezji mazurskiej zdecydowała o zamknięciu stacji kaznodziejskiej w Białymstoku.

### Odrodzenie parafii
Parafia została powtórnie erygowana na mocy postanowienia Konsystorza z 3 września 2002. Nabożeństwa w Białymstoku reaktywowano 9 czerwca 2002 w lokalu przy ul. Broniewskiego 4, a nową jednostkę objął administracją proboszcz parafii w Olsztynie. Udział w pierwszym nabożeństwie wzięło czterech wiernych. Parafia liczyła początkowo 7 członków, w pierwszym roku istnienia liczba ta wzrosła do 12. Lokal został jednak wypowiedziany przez spółdzielnię mieszkaniową, która argumentowała to brakiem zgody na prowadzenie wynajmu na rzecz sekty. Wobec tego sprawowanie nabożeństw przeniesiono do lokalu przy ul. Warszawskiej 6. Prowadzone były one przez studenta teologii, a raz w miesiącu przez olsztyńskiego proboszcza, ks. Rudolfa Bażanowskiego. W 2004 białostocka parafia liczyła 20 wiernych.
6 czerwca 2004 w Olsztynie miała miejsce ordynacja duchownego dotychczasowego praktykanta białostockiej parafii Tomasza Wigłasza.
W 2006 pozyskany został budynek przy ul. Dolistowskiej 17, gdzie urządzona została kaplica oraz centrum parafialne. Pierwsze nabożeństwo w nowej kaplicy miało miejsce w pierwszą niedzielę adwentu 2006. W 2013 parafia skupiała oficjalnie 27 członków, jednak ilość uczestników nabożeństw przewyższała tę liczbę.
Od 2019 prowadzona była rozbudowa kaplicy o nową salę modlitw. Dotychczasowe miejsce sprawowania nabożeństw zostało przekształcone na salę do prowadzenia szkółek niedzielnych, utworzony został również pokój gościnny. Nowa kaplica została poświęcona 2 grudnia 2023.

## Współczesność
W 2019 parafia liczyła 50 wiernych. Nabożeństwa w kaplicy parafialnej odbywają się w każdą niedzielę, dodatkowo w okresie adwentu i pasyjnym prowadzone są nabożeństwa tygodniowe. W 2017 w nabożeństwach niedzielnych brało udział każdorazowo 30-40 osób.
Parafia prowadzi zajęcia szkółki niedzielnej, spotkania młodzieżowe i godziny biblijne. Lekcje religii ewangelickiej odbywały się w 2013 w pozaszkolnym punkcie katechetycznym w siedzibie parafii oraz w Zespole Szkolno-Przedszkolnym nr 4 w Białymstoku, Szkole Podstawowej nr 6
w Hajnówce i Szkole Podstawowej w Zabłudowie.